# Wenatchi
Els wenatchi són un grup d'amerindis dels Estats Units que vivien a la regió vora de la confluència dels rius Columbia i Wenatchee a l'est de l'estat de Washington. Els wenatchis (o "p'squosa") no se'ls va donar terres de reserva per part del govern federal i, posteriorment, la major part dels actuals wenatchis es troben vivint a la Reserva índia Colville, amb un nombre petit que viu a la reserva índia Yakama. parlaven salish de l'interior (una variant de Salish) i menjaven salmó, arrel de camas, baies, i cérvols. La tribu wenatchi estaven estretament aliat amb la tribu Spokane. Segons el cens dels Estats Units de 2000 unes 36 persones s'identificaven com a wenatchi.